# Demi Lovato
Demetria Devonne „Demi” Lovato (n. 20 august 1992, Albuquerque, New Mexico, SUA) este o actriță, cântăreață și scriitoare americană. A debutat în serialul Barney & Friends, însă și-a câștigat celebritatea în urma interpretării rolului lui Mitchie Torres în filmul Camp Rock alături de Jonas Brothers, și datorită serialului Sonny și steluța ei norocoasă. Lovato a debutat în industria muzicală cu albumul Don't Forget, lansat pe 23 septembrie 2008. A avut un succes comercial, debutând pe locul al doilea în Billboard 200, cu peste 89.000 de exemplare vândute în prima săptămână. Ulterior, și-a lansat al doilea album, intitulat Here We Go Again, pe 21 iulie 2009, dovedindu-se a fi un nou succes și atingând poziția fruntașă în Billboard 200. Au urmat albumele Unbroken (2011), Demi (2013), Confident (2015) și Tell Me You Love Me (2017), toate având succes comercial și generând hituri precum „Skyscraper”, „Give Your Heart a Break”, „Cool for the Summer” și „Sorry Not Sorry”.
În 2021, Lovato a lansat Dancing with the Devil... the Art of Starting Over, un album însoțit de un documentar autobiografic despre sănătatea sa mintală și supradoza suferită în 2018. În 2022, a urmat albumul Holy Fvck, care a marcat o revenire la influențele rock și punk ale începuturilor sale, iar în 2023, a lansat Revamped, o reinterpretare rock a pieselor sale mai vechi.

## Biografie

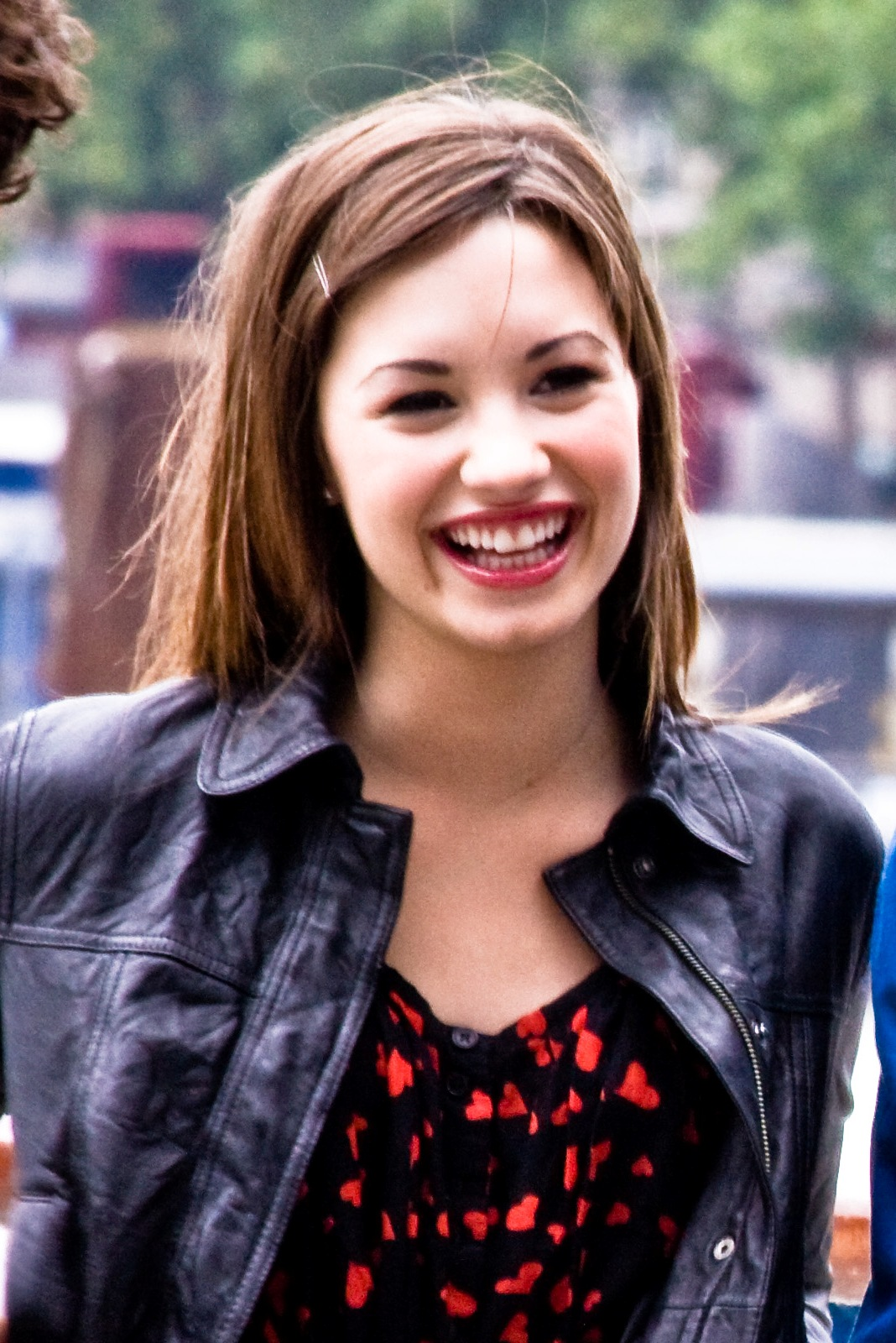
Demi Lovato în 2008

Demi s-a născut la 20 august 1992 în Albuquerque, New Mexico, în familia inginerului și muzicianului Patrick Martin Lovato (10 august 1960 – 22 iunie 2013) și a Diannei Lee Hart (născută Dianna Lee Smith, 8 august 1962), o fostă majoretă la Dallas Cowboys și cântăreață de muzică country. Demi are o soră mai mare, Dallas (n. 4 februarie 1988), o soră vitregă mai mică din partea mamei, actrița Madison De La Garza, și o soră mai mare din partea tatălui, Amber, cu care a vorbit pentru prima dată când avea 20 de ani.
Părinții lui Demi au divorțat în vara anului 1994, la scurt timp după cea de-a doua aniversare a sa. Tatăl lui Demi avea origini mexicane și spaniole, iar Demi are și origini irlandeze, italiane și engleze. Străbunica lui Patrick, Maria Cristina Perea, a fost fiica veteranului Uniunii Războiului Civil Francisco Perea (1830 – 1913) și strănepoata lui Francisco Xavier Chávez, guvernatorul orașului Santa Fe de Nuevo México.
Lovato a crescut în Dallas, Texas. Împreună cu Selena Gomez, și-au început cariera de actor în serialul de televiziune pentru copii Barney & Friends în rolul Angelei. A început să facă pian la vârsta de 7 ani și chitară la 10 ani, când aa început să ia și lecții de dans și actorie. A mărturisit în emisiunea lui Ellen DeGeneres că a învățat mai mulți ani de acasă datorită faptului că era agresată la școală. Demi a primit diploma de absolvire prin învățământ la domiciliu în aprilie 2009. Mai târziu, Demi a devenit purtător de cuvânt pentru organizația împotriva hărțuirii PACER și a avut o apariție în cadrul emisiunii America's Next Top Model pentru a vorbi concurentelor și publicului despre acest subiect. În 2006, Demi a apărut în serialul Prison Break, iar anul următor în serialul Just Jordan.

## Viața personală
La 18 ani, Demi Lovato a achiziționat o casă în stil mediteranean în Los Angeles pentru familia sa. După finalizarea tratamentului într-un centru de reabilitare în ianuarie 2011, a ales să locuiască într-o locuință sobru în Los Angeles, considerând-o un mediu mai potrivit pentru menținerea sobrietății.
Lovato a avut o relație tensionată cu tatăl său, Patrick Lovato, care a decedat de cancer pe 22 iunie 2013, la vârsta de 53 de ani. Într-un interviu din 2023, Demi a declarat că a urmărit succesul pentru a câștiga iubirea tatălui său, care a avut probleme cu dependența și sănătatea mintală. În memoria acestuia, Demi a înființat programul de burse „Lovato Treatment Scholarship Program” pentru sprijinirea celor care se confruntă cu probleme similare.
În mai 2021, Demi Lovato a anunțat public că se identifică ca persoană non-binară și că va folosi pronumele „they/them” (ei/lor). Această decizie a fost rezultatul unui proces de auto-reflecție și vindecare. Ulterior, în august 2022, a declarat că se simte mai feminină și a început să folosească și pronumele „she/her” (ea). Astfel, Demi utilizează acum pronumele „they/she” (ei/ea), reflectând fluiditatea identității sale de gen.
În mai 2025, Demi Lovato s-a căsătorit cu muzicianul canadian Jordan Lutes, cunoscut sub numele de scenă Jutes. Cei doi au început o relație în 2022, s-au logodit în decembrie 2023 și s-au căsătorit pe 25 mai 2025, la Bellosguardo Foundation în Santa Barbara, California. Cuplul a colaborat și în carierele lor muzicale, Jutes contribuind la albumul „Holy Fvck” din 2022 al lui Demi. Ei au un câine pe nume Pickle, pe care l-au adoptat în iulie 2024.

### Probleme personale
Lovato a fost diagnosticată cu mai multe afecțiuni psihice, inclusiv depresie, tulburări de alimentație și tendințe de autoagresiune. În noiembrie 2010, la vârsta de 18 ani, a fost internată într-un centru de reabilitare pentru a primi tratament. La 30 octombrie 2010, s-a retras din turneul Jonas Brothers Live in Concert, susținut alături de Jonas Brothers, pentru a începe un program de tratament destinat unor „probleme fizice și emoționale”.
Potrivit relatărilor din presă, decizia de a solicita ajutor ar fi survenit după un incident în care Lovato a agresat-o fizic pe dansatoarea Alex Welch. Ulterior, familia și echipa sa de management au intervenit pentru a o încuraja să urmeze un tratament specializat. Lovato a declarat ulterior că își asumă integral responsabilitatea pentru incident. La 28 ianuarie 2011, a finalizat tratamentul staționar în cadrul centrului Timberline Knolls și s-a întors acasă.
Artista a vorbit public despre lupta sa cu bulimia, automutilarea și consumul de substanțe, afirmând că a utilizat alcool și medicamente pentru a face față suferinței emoționale. În timpul tratamentului, a fost diagnosticată cu tulburare bipolară. Ulterior, a mărturisit că a consumat cocaină de mai multe ori pe zi și că a transportat substanța pe cale aeriană.
În aprilie 2011, Lovato a început să colaboreze cu revista Seventeen, în calitate de editor invitat, publicând un articol în care a relatat experiențele personale legate de sănătatea mintală. În martie 2012, MTV a lansat documentarul Demi Lovato: Stay Strong, care documentează procesul său de reabilitare. În luna următoare, Lovato a început lucrul la cel de-al patrulea album de studio.
În ianuarie 2013, presa a relatat că artista a locuit timp de peste un an într-o casă de tip sobru din Los Angeles, ca măsură preventivă împotriva recăderii în dependență și tulburările de alimentație.
Lovato a declarat în mod repetat că dorește să reprezinte un model pentru persoanele care trec prin dificultăți emoționale sau psihologice. Prin intermediul muzicii, presei, documentarelor și altor mijloace de comunicare, a promovat mesaje de sprijin și încurajare, în special în ceea ce privește acceptarea de sine.

### Credință și activism
Demi Lovato se declară creștină și a afirmat că obișnuiește să se roage împreună cu membrii formației sale înainte de fiecare spectacol. De asemenea, este o susținătoare activă a drepturilor comunității LGBTQ+.
În iunie 2013, în contextul suspendării Legii pentru apărarea căsătoriei (Defense of Marriage Act), Lovato a exprimat public sprijinul față de egalitatea în drepturi pentru persoanele LGBTQ+, postând pe platforma Twitter mesajul: „Gay, heterosexuali, lesbiene, bi[sexuali]... Nimeni nu e mai presus ca celălalt. Ce zi incredibilă pentru California ȘI pentru egalitate.” Ulterior, a declarat: „Cred în căsătoria între persoane de același sex, cred în egalitate. Cred că există o anumită ipocrizie când vine vorba de religie, însă am descoperit că poți avea o relație personală cu Dumnezeu, și încă mai am credință.”
Într-un interviu acordat revistei Latina, Lovato a menționat că spiritualitatea joacă un rol important în menținerea echilibrului său emoțional, afirmând: „Sunt mai aproape de Dumnezeu decât am fost vreodată. Am propria relație cu El, și asta e tot ce contează.”
La 23 decembrie 2011, Lovato a criticat public, prin intermediul unui mesaj pe Twitter, conținutul unor episoade din serialele Shake It Up și So Random! difuzate de Disney Channel, care conțineau glume considerate ofensatoare la adresa persoanelor care suferă de tulburări de alimentație. În urma reacției publice, postul de televiziune a retras episoadele respective și și-a cerut scuze oficial, atât față de Lovato, cât și față de public. Reprezentanții Disney Channel au declarat că au luat măsura respectivă ca răspuns la feedback-ul primit din partea publicului, în urma postării artistei.

## Carieră muzicală

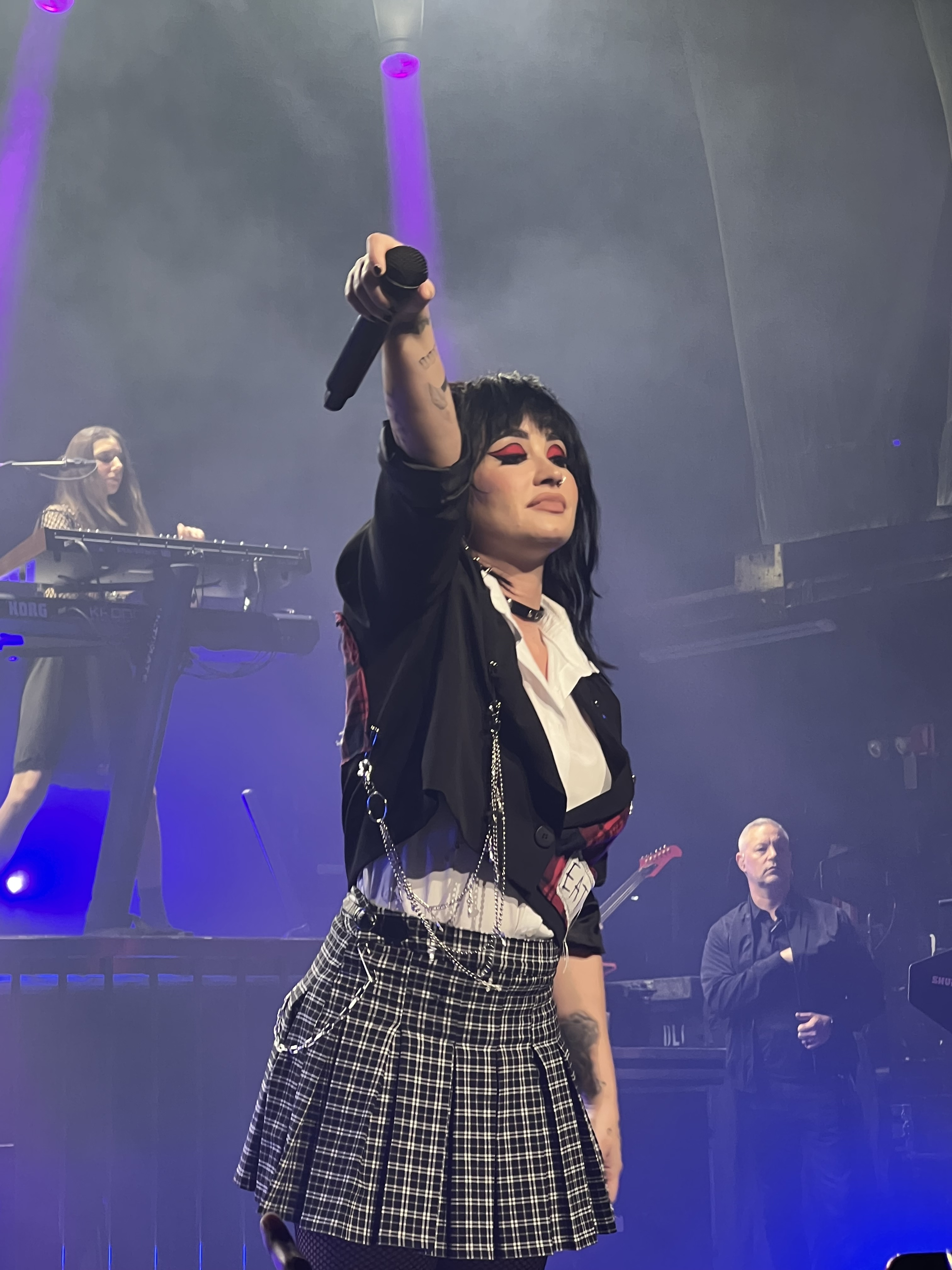
Demi Lovato, Holy Fvck Tour, Montreal, octombrie 2022

Demi Lovato și-a început cariera muzicală în 2008, odată cu lansarea albumului de debut Don't Forget, realizat în colaborare cu frații Jonas, care a debutat pe locul al doilea în Billboard 200. În 2009, a urmat Here We Go Again, care a devenit primul său album de top în clasamentul american. Al treilea material, Unbroken (2011), a reflectat o tranziție spre un sunet R&B și a inclus hitul „Skyscraper”, o baladă puternică despre reziliență. În 2013, Lovato a lansat Demi, care a inclus piesa de succes „Heart Attack”. A urmat Confident (2015), ce a marcat o maturizare sonoră și tematică, fiind nominalizat la Premiul Grammy pentru cel mai bun album pop vocal. În 2017, Tell Me You Love Me a inclus unul dintre cele mai cunoscute single-uri ale artistei, „Sorry Not Sorry”. După o pauză cauzată de probleme personale, Lovato a revenit în 2021 cu Dancing with the Devil... the Art of Starting Over, un album conceptual care a abordat în mod deschis traumele și recuperarea sa. În 2022, a lansat Holy Fvck, cu influențe puternice de rock alternativ și punk, iar în 2023, Revamped, un album în care a reinterpretat în stil rock mai multe dintre piesele sale pop consacrate. De-a lungul carierei, Lovato s-a remarcat printr-o voce puternică, versuri introspective și o versatilitate artistică ce i-a permis să abordeze diverse genuri muzicale.

## Apariții în televiziune
Demi Lovato a debutat în televiziune ca jurat în cadrul celei de-a doua sezoane a emisiunii X Factor SUA, difuzată în 2012. Alături de Simon Cowell, Britney Spears și L.A. Reid, Lovato a fost aleasă pentru a atrage un public tânăr și a adus un suflu proaspăt emisiunii. Ea a fost mentor pentru categoria „Tineri adulți”, iar concurenta sa, CeCe Frey, a ajuns până în faza finală, clasându-se pe locul 6.

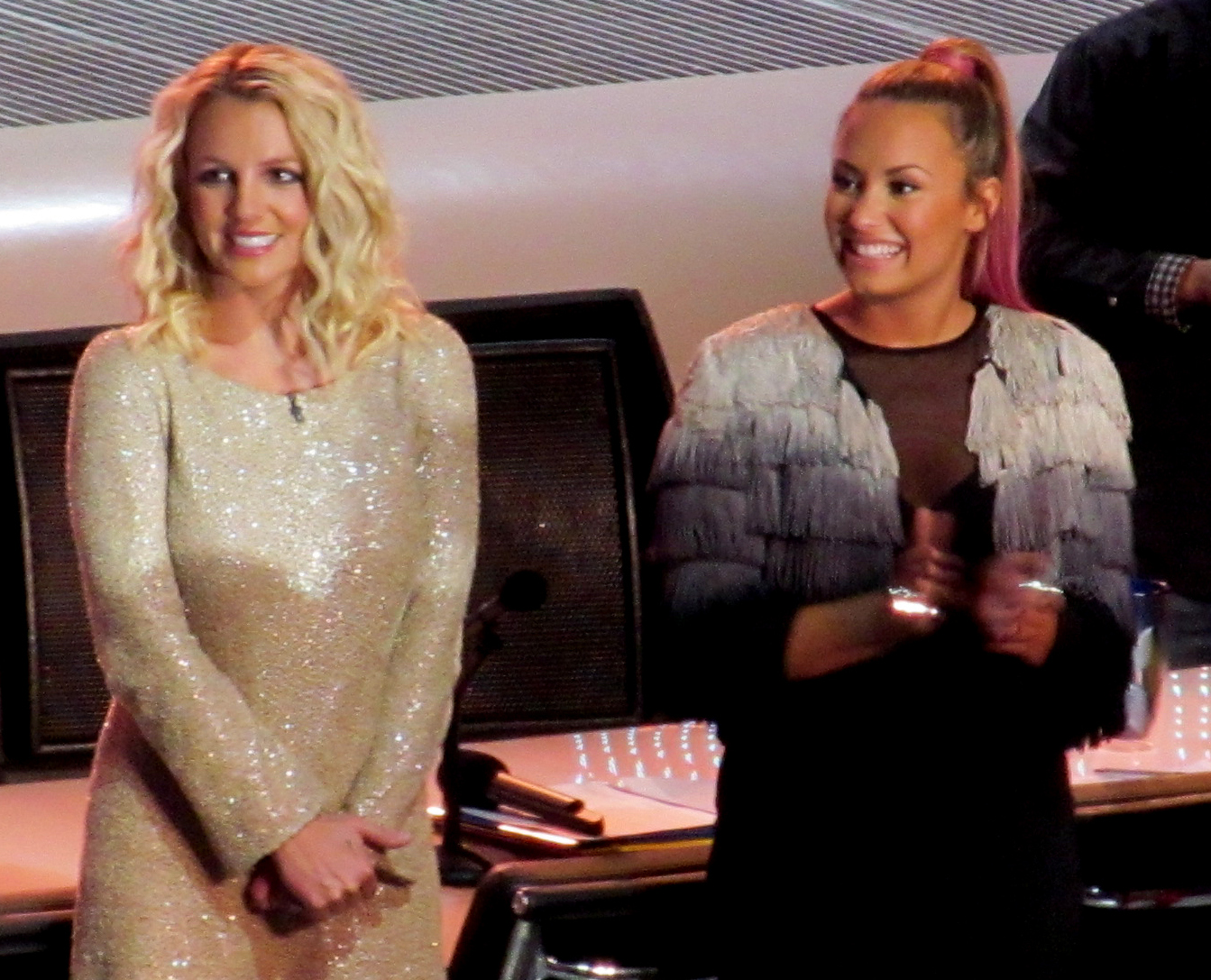
Demi Lovato și Britney Spears la X Factor (2012)

În martie 2013, Lovato a confirmat că va reveni în juriul celui de-al treilea sezon al emisiunii, alături de Simon Cowell, Kelly Rowland și Paulina Rubio. Această schimbare a fost necesară după plecarea lui Britney Spears și L.A. Reid din echipă. Lovato a declarat că se bucură să revină și că așteaptă cu nerăbdare să aplice experiența acumulată în sezonul anterior pentru a îmbunătăți emisiunea.
După încheierea celui de-al treilea sezon, Lovato a anunțat că va părăsi X Factor SUA pentru a se concentra pe cariera sa muzicală. Ea a explicat că dorește să dedice anul 2014 muzicii, turneelor și realizării unui nou album. Simon Cowell a susținut decizia sa, menționând că știa că Lovato nu va reveni din cauza angajamentelor sale muzicale. 
În 2024, Demi Lovato a regizat și produs documentarul Child Star, care explorează provocările și experiențele fostelor vedete copilărești. Filmul include interviuri cu personalități precum Drew Barrymore, JoJo Siwa și Christina Ricci, și a fost distribuit pe platforma Hulu. De asemenea, în decembrie 2023, a lansat un special de Crăciun intitulat A Very Demi Holiday Special, difuzat pe The Roku Channel, în care a colaborat cu artiști precum JoJo și Paris Hilton.

## Filmografie
| An   | Titlu                                     | Rol                               | Note                                           |
| ---- | ----------------------------------------- | --------------------------------- | ---------------------------------------------- |
| 2008 | Camp Rock                                 | Mitchie Torres                    | Rolul principal; Disney Channel Original Movie |
| 2009 | Jonas Brothers: The 3D Concert Experience | Ea însăși                         | Concert film                                   |
| 2009 | Princess Protection Program               | Princess Rosalinda/Rosie Gonzalez | Rolul principal; Disney Channel Original Movie |
| 2010 | Camp Rock 2: The Final Jam                | Mitchie Torres                    | Rolul principal; Disney Channel Original Movie |
| 2012 | Demi Lovato: Stay Strong                  | Ea însăși                         | Documentar MTV                                 |

| An      | Titlu                            | Rol             | Note                                                                            |
| ------- | -------------------------------- | --------------- | ------------------------------------------------------------------------------- |
| 2002–04 | Barney & Friends                 | Angela          | Rolul principal (sezonul 7, 8)                                                  |
| 2006    | Prison Break                     | Danielle Curtin | "First Down" (sezonul 2, episodul 4)                                            |
| 2007–08 | As the Bell Rings                | Charlotte Adams | Main role (sezonul 1)                                                           |
| 2007    | Just Jordan                      | Nicole          | "Slippery When Wet" (sezonul 2, episodul 6)                                     |
| 2008    | Jonas Brothers: Living the Dream | Ea însăși       | "Hello Hollywood" (sezonul 1, episodul 7) "Health Kick" (sezonul 1, episodul 8) |
| 2008    | Studio DC: Almost Live           | Ea însăși       | "The Second Show" (sezonul 1, episodul 2)                                       |
| 2009–11 | Sonny with a Chance              | Sonny Munroe    | Rolul principal; Disney Channel Original Series                                 |
| 2010–11 | Extreme Makeover: Home Edition   | Ea însăși       | 2 episoade (sezonul 7, episodul 165)                                            |
| 2010    | Grey's Anatomy                   | Hayley          | "Shiny Happy People" (sezonul 6, episodul 22)                                   |
| 2011    | Keeping Up with the Kardashians  | Ea însăși       | "Kim's Fairytale Wedding: A Kardashian Event, Part 2" (sezonul 6, episodul 15)  |
| 2012    | Punk'd                           | Ea însăși       | "Nick Cannon" (sezonul 9, episodul 6)                                           |
| 2012–13 | The X Factor                     | Ea însăși       | Judge/mentor (sezonul 2, 3)                                                     |
| 2013–14 | Glee                             | Danielle "Dani" | Rol recursiv; sezonul 5 (4 episoade)                                            |

## Discografie
- Don't Forget (2008)
- Here We Go Again (2009)
- Unbroken (2011)
- Demi (2013)
- Confident (2015)
- Tell Me You Love Me (2017)
- Dancing with the Devil… the Art of Starting Over (2021)
- Holy Fvck (2022)

## Publicații
- Staying Strong: 365 Days a Year, Feiwel & Friends (19 noiembrie 2013) ISBN 978-1-250-05144-8
- Staying Strong: A Journal, Feiwel & Friends (7 octombrie 2014) ISBN 978-1-250-06352-6